# Флаг Новоазовского района
Флаг Новоазовского района — официальный символ Новоазовского района Донецкой области, утверждённый 27 августа 2003 года решением № 4/7-126 сессии Новоазовского районного совета. Решением № 6/5-111 от 18 мая 2011 года районный совет принял «Положение о флаге Новоазовского района» в новой редакции.

## Описание
Флаг представляет собой двустороннее прямоугольное полотнище с соотношением ширины к длине 2:3, которое разделено на две части по диагонали от верхнего древкового угла. Верхняя часть жёлтого цвета, а нижняя состоит из четырёх горизонтальных полос синего и белого цветов, разделённых волнообразно с соотношением 30:2:1:7.

## Символика
- Верхнее поле флага символизирует богатство и плодородие, а также золотое поле пшеницы, которая является одной из основных обрабатываемых сельскохозяйственных культур региона.
- Нижняя часть означает светлые надежды, хорошие стремления, характерные для жителей района.

Серебряные (белые) волнистые полосы — символ Азовского моря, на берегу которого располагается регион.